# Florica Lavric
Florica Lavric, född den 7 januari 1967 i Copălău i Rumänien, död 20 juni 2014 i Bukarest i Rumänien, var en rumänsk roddare.
Hon tog OS-guld i fyra med styrman i samband med de olympiska roddtävlingarna 1984 i Los Angeles.